# Darijo Srna
Darijo Srna (pronunțat [dâːrijo sř̩na]; n. 1 mai 1982) a fost un fotbalist profesionist croat  care a jucat pentru clubul italian Cagliari
Și-a început cariera la Hajduk Split, înainte de a ajunge la Șahtior în 2003. La Șahtior, echipă a cărui căpitan a fost, a câștigat mai multe trofee, printre care Cupa UEFA în 2009, șapte titluri în Prima Ligă Ucraineană, cinci Cupe ale Ucrainei și cinci Supercupe. Srna și-a făcut debutul internațional pentru Croația în noiembrie 2002. În 2009, managerul Slaven Bilić i-a acordat banderola de căpitan al echipei naționale, pe care a deținut-o până la retragerea sa din echipa națională în 2016. După turneu, rolul de căpitan a fost preluat de Luka Modric.  
Srna este cel jucătorul cu cele mai multe selecții din istoria echipei naționale croate,134, reprezentându-și țara la Campionatul Mondial din 2006 și la cel din 2014, precum și la UEFA Euro 2004, 2008, 2012 și 2016. El este și jucătorul cu cele mai multe meciuri în tricoul Șahtiorului, lucru care i-a adus porecla „Icoana Șahtiorului” În timp ce juca pentru Șahtior, Srna a avut oferte de la cluburi precum Chelsea și Bayern München, pe care le-a refuzat din cauza loialității sale față de club.

## Cariera la echipe

### Hajduk Split
Talentul lui Srna a fost remarcat de mai mulți scouteri încă din perioada tinereții sale. El a semnat un contract cu Hajduk Split, fiind dorit și de alte mari echipe croate. La Hajduk, el a câștigat Cupa Croației 1999-2000 și 2002-2003, precum și campionatul, sezonul 2000-2001. Clubul a jucat în prima rundă a Cupei UEFA 1999-2000, Cupa UEFA 2001-2002, Cupa UEFA 2002-2003, precum și în al doilea tur al Ligii Campionilor UEFA 2000-2001 și al treilea din Liga Campionilor 2001-2002. El a jucat în 84 de meciuri pentru club, dintre care 64 în campionat, și a marcat opt goluri, dintre care patru în campionat, înainte de a fi transferat de clubul ucrainean Șahtior Donețk.

### Șahtior Donetsk
În 2003, Srna a fost vândut la pachet cu portarul Hajduk, Stipe Pletikosa, la Șahtior Donețk. A fost un titular incontestabil și căpitan al echipei, având un impact mare asupra performanțelor obținute de Șahtior în perioada în care a jucat pentru clubul ucrainean. În primul său sezon a jucat în 29 de meciuri, dintre care 19 în campionat, marcând trei goluri, toate în Cupa Ucrainei. El a ajutat clubul să câștige Cupa Ucrainei, primul său trofeu obținut la clubul și locul doi în Prima Ligă Ucraineană.
În cel de-al doilea sezon, Șahtior a câștigat Supercupa și campionatul. El a jucat în 42 de meciuri pentru club, dintre care 22 în campionat și a înscris două goluri, unul în ligă și unul în campionat. Srna a debutat în grupele Ligii Campionilor UEFA la 14 septembrie 2004 împotriva lui  AC Milan.În cel de-al treilea sezon la Șahtior și-a ajutat echipa să câștige din nou campionatul. El a jucat 21 de meciuri în campionat, marcând de două ori. După Campionatul Mondial din 2006, Benfica a făcut o ofertă de transfer care nu s-a mai concretizat. De atunci, el a fost dorit de mai multe echipe, printre care s-a numărat și Lazio, dar aceste transferuri au fost respinse de Șahtior.
În sezonul următor, Șahtior nu a mai reușit să-și apere titlul, fiind depășită în clasament de Dinamo Kiev, și nu a reușit să mai câștige nici cupa. Darijo a jucat în 35 de meciuri pentru echipă, dintre care douăzeci în campionat și a marcat patru goluri, dintre care trei au fost în campionat. În sezonul 2007-2008, Shakhtar a câștigat campionatul și Cupai Ucrainei. A jucat în 41 de meciuri, dintre care 28 în campionat.

#### Sezonul 2008-2009
În sezonul 2008-2009, Șahtior a câștigat Supercupa și Cupa UEFA. La 15 iulie 2008, Șahtior a câștigat Supercupa după ce a învins-o pe Dinamo Kiev. La sfârșitul timpului suplimentar, echipele se aflau la egalitate, scor 1-1. La penaltiuri, Șahtior a transformat toate cele cinci lovituri de departajare, câștigând cu 5-3. Srna, care era căpitanul echipei, a transformat una din lovituri. Pe 3 august a marcat primul gol din victoria scor 3-0 cu Illiciveț Mariupol. La 13 august, a marcat primul gol într-o victorie cu 2-0 asupra lui Dinamo Zagreb în Liga Campionilor. La 18 octombrie a marcat un gol în victoria lui Șahtior cu 4-2 împotriva lui Krîvbas. La 2 martie, a marcat golul câștigător în victoria lui Șahtior din Liga Campionilor, 2-1 cu Illiciveț. La 22 martie a marcat singurul gol într-o victorie în campionat cu Vorskla Poltava. În semifinala Cupei UEFA, Șahtira s-a confruntat cu Dinamo Kiev într-o semifinală ucraineană. După un 1-1 în deplasare, în prima manșă, Șahtior a câștigat cu 2-1 pe Donbass Arena, ducând scorul general la 3-2 și calificându-se astfel în finală. Darijo a jucat în cele 90 de minute ale ambelor manșe. La 20 mai 2009, el a fost căpitanul Șahtiorului în victoria scor 2-1 cu Werder Bremen în finala Cupei UEFA. Srna a oferit un assist pentru golul câștigător al lui Jádson în al șaptelea minut de prelungiri. De asemenea, a încasat un cartonaș galben. Șahtior a fost ultima câștigătoare a Cupei UEFA înainte de rebrănduirea acesteia în UEFA Europa League. Șahtior a terminat campionatul pe poziția a doua, cu 15 puncte în spatele campionilor Dinamo Kiev. Darijo a jucat 46 de meciuri și a marcat 5 goluri, cu 25 de apariții și 4 goluri în campionat. 

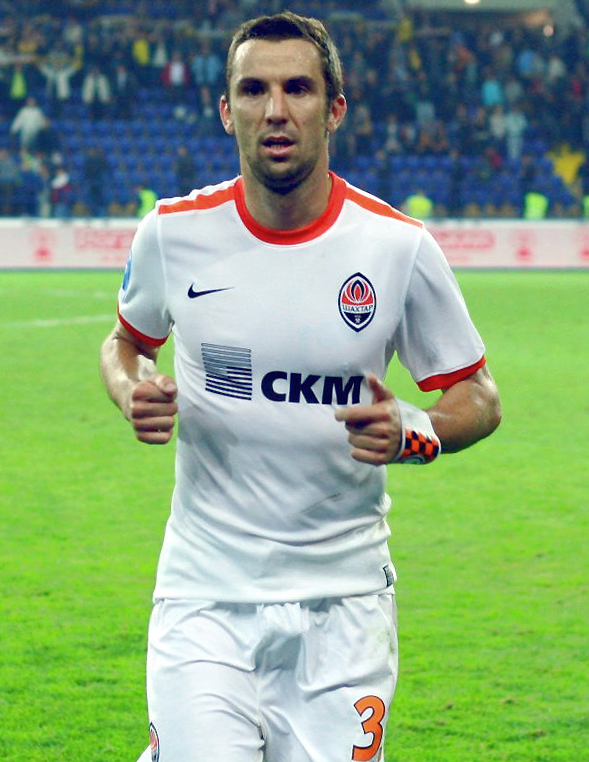
Srna la Șahtior în 2009

#### Sezonul 2009-2010
În sezonul 2009-2010, Șahtior a câștigat campionatul. La 28 august, a jucat în meciul pierdut în deplasare în fața Barcelonei, în Supercupa Europei 2009, luând un cartonaș galben în minutul 65. A marcat al treilea gol al victoriei din deplasare, scor 4-1 cu Club Brugge în Europa League. A marcat un gol și a primit un cartonaș galben în meciul din Cupa Ucrainei cu Dinamo Kiev din 28 octombrie, încheiat cu scorul de 2-0. El a înscris primul gol al sezonului în victoria scor 2-1 împotriva lui Zarea Luhansk pe 20 martie. La 3 aprilie, a marcat singurul gol într-o victorie la limită obținută în fața echipei Obolon. Srna a jucat 39 de meciuri, 26 în campionat, și a marcat patru goluri, dintre care două în campionat.

#### Sezonul 2010-2211
Sezonul 2010-2011 a fost unul reușit pentru Șahtior, deoarece a câștigat tripla campionat, Cupa Ucrainei și Supecupa. A jucat în victoria cu 7-1 a lui Șahtior din Supercupa cu Tavria Simferopol care a avut loc pe 4 iulie. La 15 septembrie, el a reușit să marcheze singurul gol și a luat un cartonaș galben, într-o victorie cu 1-0 din Liga Campionilor asupra lui Partizan. În următorul meci împotriva lui Tavria, după ce echipa oaspete înscrisese pentru 1-0, Srna a marcat golul egalizator în meciul ce avea să se termine cu 4-1. La 30 octombrie, a fost eliminat în prelungirile meciului cu Dnipro Dnipropetrovsk câștigat de Șahtior cu 1-0. Pe 1 aprilie a marcat primul gol în victoria cu 3-1 asupra lui Illiciveț Mariupol. Pe 7 mai a marcat al doilea gol în victoria scor 2-0 împotriva lui Metalurg Donețk. La 25 mai, a jucat în victoria obținută în finala a Cupei Ucrainei cu Dinamo Kiev, scor 2-0, luând un cartonaș galben. Srna a fost numit în Echipa Anului UEFA Champions League, conform statisticilor jucătorilor în sezonul 2010-2011, în care Șahtior a pierdut în sferturile cu Barcelona. Srna a dat cinci pase de gol în cinci meciuri. El a jucat în 39 de partide, dintre care 27 au fost în campionat, marcând patru goluri, dintre care trei au fost în campionat. 

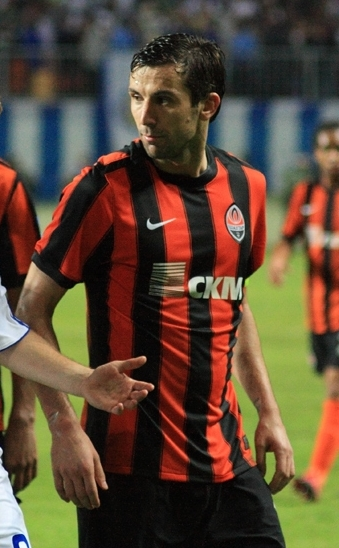
Srna jucând pentru Shakhtar în 2011

#### Sezonul 2011-2012
Șahtior a câștigat campionatul și Cupa Ucrainei în sezonul 2011-2012, fiind al șaselea titlu al lui Darijo la echipă. El a înscris un gol în prima repriză în minutul 2 al victoriei cu 2-0 obținută în fața lui Metalug Donețk. La 2 decembrie a marcat primul gol într-o victorie scor 5-0 cu Arsenal Kiev pe Arena Donbass. La 16 aprilie, în cea de-a 27-a etapă a sezonului, Srna a înscris ultimul gol al campionatului într-o victorie scor 5-1 cu Zarea Luhansk La 6 mai, a jucat în finala Cupei Ucrainei împotriva lui Metalurg Donețk, din care Șahtiorul a ieșit victorioasă, după un gol marcat în prelungiri de Oleksandr Kucher care a dus meciul la 2-1. Aceasta a fost a patra Cupă a Ucrainei a lui Srna la Șahtior. El a luat un cartonaș galben în meciul final al sezonului, o victorie cu 3-0 asupra lui Oleksandria. Șahtior a câștigat campionatul cu patru puncte peste Dinamo Kiev; Srna a marcat 3 goluri în 25 de meciuri de campionat și a jucat în total în 34 de meciuri.

#### Sezonul 2012-2013
Darijo a început sezonul 2012-2013 cu o pasă de gol pentru Luiz Adriano în al șaselea minut al victoriei din Supercupă, scor 2-0 cu Metalurg Donețk. El i-a oferit o pasă de gol lui Ilsinho pentru al doilea gol din victoria cu 3-1 din campionat obținută împotriva lui Hoverla Ujgorod. În minutul 93 al partidei cu Krîvbas Krîvîi Rih i-a oferit o pasă de gol lui Fernandinho și i-a mai dat una lui Marko Dević în victoria 4-0 împotriva lui Volîn Luțk. La 19 august, Srna i-a dat o pasă de gol lui Willian pentru al treilea gol al partidei într-o victorie scor 5-1 împotriva lui Chornomoreț Odesa În următorul meci el i-a oferit lui Luiz Adriano o pasă de gol în victoria cu 3-0 asupra lui Karpatî Liov. La 2 septembrie, i-a dat o pasă de gol lui Oleksandr Kucher într-o victorie scor 3-1 împotriva lui Dinamo Kiev. Pe 23 septembrie, Srna a marcat dintr-o lovitură liberă într-o victorie cu 4-1 cu Dinamo Kiev în șaisprezecimile Cupei Ucrainei. La 28 septembrie a marcat golul câștigător în victoria scor cu 2-1 împotriva lui Dnipro Dnipropetrovsk. El a câștigat premiul de Jucătorul meciului pentru victoria sa cu Dnipro. La 19 octombrie, i-a dat o pasă decisivă lui Ilsinho pentru un gol marcat în victoria cu 2-1 împotriva lui Illichiveț.
La 13 februarie 2013, Srna a înscris dintr-o lovitură liberă în minutul 31 în turul optimilor Ligii Campionilor cu Borussia Dortmund, care s-a încheiat cu scorul de 2-2. La sfârșitul sezonului 2012-2013 în Ucraina, a terminat cu cele mai multe pase de gol, cu 12.

#### Sezonul 2013-2014
La mijlocul sezonului, Srna a ajutat-o pe Șahtior să câștige Supercupa Unită din 2014, un turneu între primele două cluburi clasate din Rusia și Ucraina, devenind liderul clasamentului pasatorilor și ocupând la egalitate primul loc în clasamentul golgheterilor. Până la sfârșitul sezonului, clubul a câștigat campionatul în Ucraina și Supercupa Ucrainei în 2014.

#### Sezonul 2014-2015
În primul meci al sezonului, Srna a devenit jucătorul cu cele mai multe partide disputate pentru Șahtior în campionat.

#### Sezonul 2015-2016
În sezonul 2015-2016, Srna a jucat 41 de meciuri și a marcat șase goluri. Șahtior a anunțat că Srna și-a extins contractul pentru sezonul 2016-2017, la o zi după ce clubul și-a sărbătorit aniversarea a 80 de ani.

#### Cazul de dopaj
A fost suspendat de pe 22 septembrie 2017 până pe 22 august 2018, fiind depistat cu dehidroepiandrosteron în urma unui test anti-doping.

### Cagliari Calcio
La 22 iunie 2018, Srna a semnat un contract pe 1 an cu echipa italiană Cagliari Calcio, cu o opțiune de prelungire pentru încă un an.

## Cariera internațională

### Euro 2004
Srna și-a făcut debutul internațional pentru echipa națională a Croației într-un meci amical împotriva României în noiembrie 2002. El a câștigat marcat primul său gol într-un meci oficial în partida împotriva Belgiei în martie 2003 contând pentru calificările la Campionatul European din 2004, marcând primul gol din victoria cu 4-0 a Croației. El a jucat în șase meciuri în campania de calificare a Croației pentru Euro 2004, printre care s-au numărat și cele două meciuri din play-off jucate în fața Sloveniei.
În grupele Euro 2004, a intrat din postura de rezervă în meciurile Croației împotriva Elveției și Angliei, însă echipa sa a fost eliminată din competiție.

### Campionatul Mondial din 2006
După Euro 2004, Srna a devenit unul dintre jucătorii cheie din campania de calificare la Campionatului Mondial din 2006, marcând cinci goluri în nouă meciuri în timpul campaniei, fiind golgheterul echipei în cadrul competiției. În timpul calificărilor pentru Campionatul Mondial din 2006, a marcat ambele goluri în cele două victorii ale Croației cu 1-0 în fața Suediei, cel din meciul de la Göteborg fiind înscris dintr-o lovitură liberă de la mare distanță. De asemenea, a înscris ambele goluri în egalul de 2-2 în fața Bulgariei, precum și un gol în victoria cu 3-1 în deplasare cu Islanda.
Ulterior, Srna a jucat în toate cele trei meciuri ale Croației de la Campionatul Mondial din 2006. El a avut evoluții apreciate și a fost remarcat pentru lovitura liberă executată de la aproximativ 30 de metri de poartă și transformată în gol din meciul împotriva Australiei care s-a încheiat cu 2-2, și care a rămas în istoria turneului pentru incidentul în care arbitrul Graham Poll l-a eliminat pe Josip Šimunić după trei cartonașe galbene. În al doilea meci din grupe, cel cu Japonia, a ratat un penalty în remiza scor 0-0, iar Croația a terminat a treia în faza grupelor, cu numai 2 puncte.
În septembrie 2006, Srna a fost suspendat pentru un meci din calificările pentru Euro 2008 cu Rusia din cauza că a petrecut până târziu într-o discotecă alături de colegii de echipă Boško Balaban și Ivica Olić.

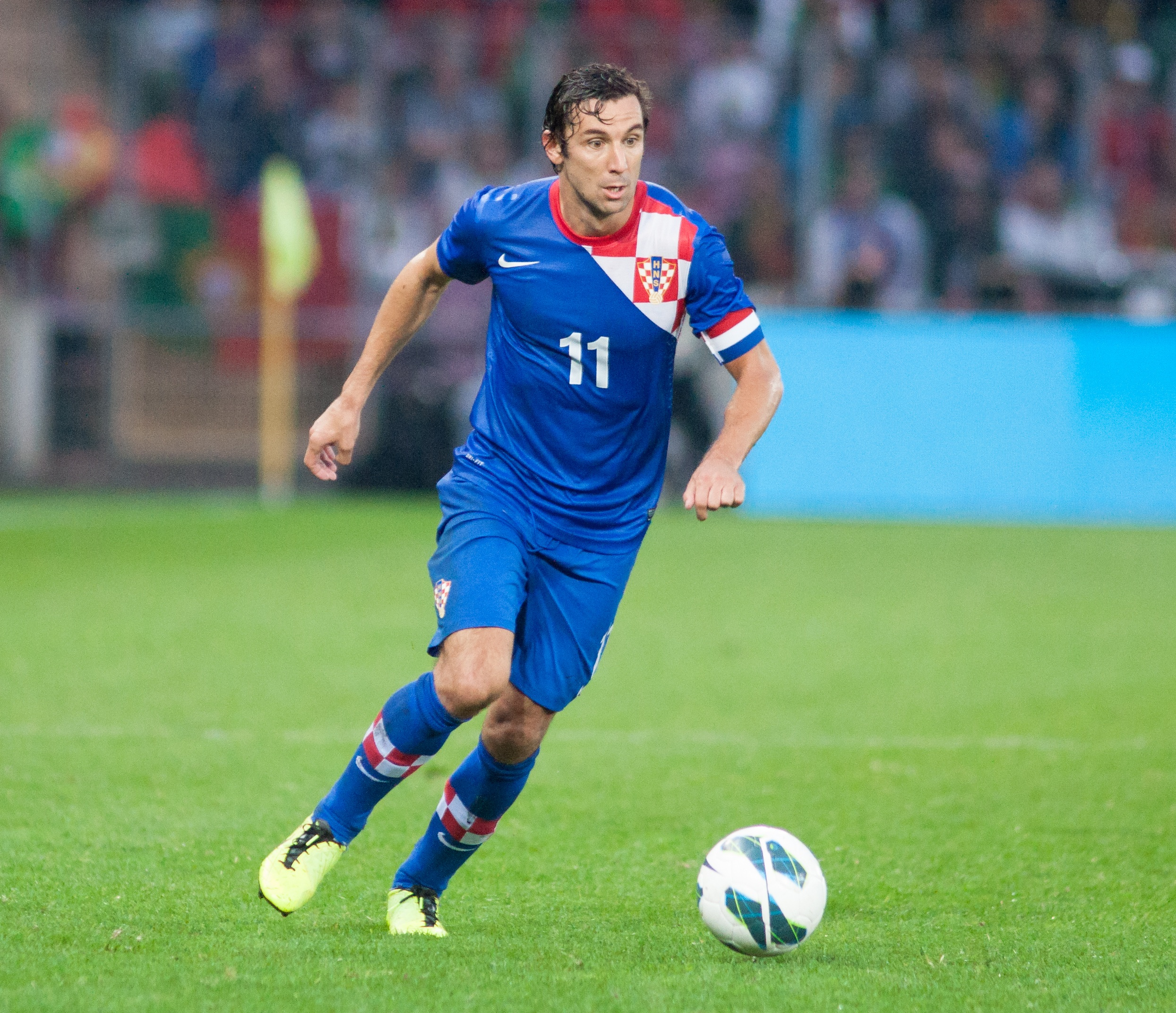
Srna jucând pentru Croația în 2013

### Euro 2008
Srna a fost considerat eroul meciului cu Macedonia contând pentru calificările la Euro 2008, intrând pe teren din postura de rezervă și marcând la scurt timp după aceea dintr-o lovitură liberă, executată în colțul din dreapta al portarului. În minutul 88, el a dat o centrare care l-a găsit pe colegul său Eduardo, centrare pe care a fructificat-o și în urma căreia avea să aducă o victorie nesperată pentru Croația. El a marcat și golul egalizator al Croației în victoria cu Israelul, meci care s-a încheiat cu scorul de 4-3. Srna a ratat un penalty împotriva Estoniei, totuși contribuția sa la atacul echipei a compensat această greșeală, pe care Croația a câștigat-o cu 2-0.
Srna a fost inclus în lotul de 23 de jucători care a jucat la Euro 2008. Pe 12 iunie, Srna a marcat primul gol al victoriei croate în minutul 24 asupra Germaniei, scor 2-1 în al doilea meci din grupa B. El a fost singurul jucător care a înscris pentru Croația în loviturile de departajare în sfertul de finală cu Turcia. La finalul meciului, Srna a fost vizibil afectat emoțional de înfrângere.

### Euro 2012
După Euro 2008, Srna i-a succedat lui Niko Kovač în calitate de căpitan al echipei naționale.
Srna a început ca titular în toate cele trei meciuri ale turneului din 2012 ca și căpitan, în care Croația a terminat pe locul trei în spatele Spaniei și Italiei, neputând să se califice în etapa următoare. Italia și Spania aveau să fie finalistele turneului.
La 6 februarie 2013, Srna a obținut cea de-a o suta selecție într-un meci amical împotriva Coreei de Sud de pe Craven Cottage din Londra. În timpul meciului, Srna a marcat cel de-al 20-lea gol la națională.

### Campionatul Mondial din 2014
Croația s-a calificat la Campionatul Mondial din 2014, turneu în care Srna a fost căpitanul echipei pentru al doilea turneu internațional oficial după Euro 2012. Croația s-a clasat pe locul trei într-o grupă cu Brazilia și Mexic și, prin urmare, nu a reușit să se califice în fazele eliminatorii.

### Euro 2016
La Euro 2016 în Franța, Srna, din nou în calitate de căpitan de echipă, a jucat în primul meci în faza grupelor împotriva Turciei. La scurt timp după meci, însă, s-a întors în Croația după aflarea veștii morții tatălui său în timpul meciului. S-a întors în Franța pentru a termina turneul, aceasta fiind dorința de pe patul de moarte a tatălui său. Croația a ajuns până în fazele eliminatorii ale turneului, dar a pierdut cu 1-0 în fața Portugalei care a marcat un gol prin Ricardo Quaresma. A acumulat în total 134 de selecții și 22 de goluri, ceea ce îl face cel mai selecționat jucător al țării sale.

## Viața personală
Srna s-a născut în Metković avându-l ca tată pe Uzeir (d. 2016) și mama Milka. Tatăl său, un orfan din al Doilea Război Mondial și fost fotbalist al FK Sarajevo, i-a susținut cariera de fotbalist în ciuda discriminărilor care au avut loc în timpul războaielor iugoslave și a corupției răspândite printre antrenorii de fotbal. Înainte de a pleca din Croația pentru a semna cu Șahtior Donețk, el le-a cumpărat părinților un Mercedes nou. El are un tatuaj cu un cerb care ține mingea pe picior, deoarece „Srna” în limba croată înseamnă „cerb”. Srna a ajutat, de asemenea, clubul bosniac Borac Šamac, unde tatăl său a jucat ca portar și a fost și antrenor.
Srna are un frate vitreg, Renato, antrenor la Neretva, din prima căsătorie a tatălui lor. Fratele său, Igor, are sindromul Down. Ca urmare, Srna îi dedica toate golurile si chiar a dezvăluit un tricou sub echipament cu mesajul „Igor, svi smo uz tebe” după ce a marcat un gol împotriva Macedoniei într-un meci internațional. El are de asemenea un tatuaj cu numele „Igor” lângă inima sa.
În timp ce juca la Șahtior, Srna cumpăra des bilete de meci pentru orfani și de multe ori le-a finanțat deplasarea la stadion pe propria cheltuială. La sfârșitul anului 2014, a cumpărat 20 de tone de mandarine din fermele din apropiere de Metković și le-a donat celor 23.000 de copii din școlile primare din regiunea Donbass în timpul războiului care avea loc în acea zonă.
Srna s-a căsătorit cu o mai veche prietenă, Mirela Forić, pe care a întâlnit-o prin prietenul comun și fotbalistul Boško Balaban. Fiica lor Kasja s-a născut în iulie 2010.

## Statistici privind cariera

### Club
La data de 1 mai 2019  .
| Club           | Sezon         | Campionat             | Campionat | Campionat | Cupă    | Cupă   | Europa  | Europa | Supercupă | Supercupă | Total   | Total  |
| Club           | Sezon         | Divizie               | Meciuri   | Goluri    | Meciuri | Goluri | Meciuri | Goluri | Meciuri   | Goluri    | Meciuri | Goluri |
| -------------- | ------------- | --------------------- | --------- | --------- | ------- | ------ | ------- | ------ | --------- | --------- | ------- | ------ |
| Hajduk Split   | 1999–2000     | Prima Ligă Croată     | 1         | 0         | –       | –      | –       | –      | –         | –         | 1       | 0      |
| Hajduk Split   | 2000–2001     | Prima Ligă Croată     | 10        | 0         | 3       | 0      | –       | –      | –         | –         | 13      | 0      |
| Hajduk Split   | 2001–2002     | Prima Ligă Croată     | 26        | 1         | 2       | 1      | 5       | 1      | –         | –         | 33      | 3      |
| Hajduk Split   | 2002–2003     | Prima Ligă Croată     | 27        | 3         | 6       | 2      | 4       | 0      | –         | –         | 37      | 5      |
| Hajduk Split   | Total         | Total                 | 64        | 4         | 11      | 3      | 9       | 1      | -         | -         | 84      | 8      |
| Șahtior Donețk | 2003–2004     | Prima Ligă Ucraineană | 19        | 0         | 5       | 3      | 5       | 0      | –         | –         | 29      | 3      |
| Șahtior Donețk | 2004–2005     | Prima Ligă Ucraineană | 22        | 1         | 7       | 1      | 11      | 0      | 1         | 0         | 41      | 2      |
| Șahtior Donețk | 2005–2006     | Prima Ligă Ucraineană | 21        | 2         | 1       | 0      | 10      | 0      | 1         | 0         | 33      | 2      |
| Șahtior Donețk | 2006–2007     | Prima Ligă Ucraineană | 20        | 3         | 5       | 0      | 9       | 1      | 1         | 0         | 35      | 4      |
| Șahtior Donețk | 2007–2008     | Prima Ligă Ucraineană | 28        | 0         | 3       | 0      | 10      | 0      | –         | –         | 41      | 0      |
| Șahtior Donețk | 2008–2009     | Prima Ligă Ucraineană | 25        | 4         | 3       | 0      | 17      | 1      | 1         | 0         | 46      | 5      |
| Șahtior Donețk | 2009–2010     | Prima Ligă Ucraineană | 26        | 2         | 2       | 1      | 10      | 1      | 1         | 0         | 39      | 4      |
| Șahtior Donețk | 2010–2011     | Prima Ligă Ucraineană | 27        | 3         | 2       | 0      | 9       | 1      | 1         | 0         | 39      | 4      |
| Șahtior Donețk | 2011–2012     | Prima Ligă Ucraineană | 25        | 3         | 3       | 0      | 5       | 0      | 1         | 0         | 34      | 3      |
| Șahtior Donețk | 2012–2013     | Prima Ligă Ucraineană | 26        | 2         | 5       | 1      | 8       | 1      | 1         | 0         | 40      | 4      |
| Șahtior Donețk | 2013–2014     | Prima Ligă Ucraineană | 27        | 6         | 2       | 0      | 8       | 0      | 1         | 0         | 38      | 6      |
| Șahtior Donețk | 2014–2015     | Prima Ligă Ucraineană | 23        | 4         | 5       | 0      | 7       | 1      | 1         | 0         | 36      | 5      |
| Șahtior Donețk | 2015–2016     | Prima Ligă Ucraineană | 19        | 2         | 4       | 0      | 17      | 3      | 1         | 1         | 41      | 6      |
| Șahtior Donețk | 2016–2017     | Prima Ligă Ucraineană | 23        | 1         | 1       | 0      | 9       | 0      | 1         | 0         | 34      | 1      |
| Șahtior Donețk | 2017–2018     | Prima Ligă Ucraineană | 8         | 0         | 0       | 0      | 1       | 0      | 1         | 0         | 10      | 0      |
| Șahtior Donețk | Total         | Total                 | 339       | 33        | 48      | 6      | 136     | 9      | 13        | 1         | 536     | 49     |
| Cagliari       | 2018–2019     | Serie A               | 24        | 0         | 2       | 0      | 0       | 0      | 0         | 0         | 26      | 0      |
| Cagliari       | Total         | Total                 | 24        | 0         | 2       | 0      | 0       | 0      | 0         | 0         | 26      | 0      |
| Total carieră  | Total carieră | Total carieră         | 427       | 37        | 61      | 9      | 145     | 10     | 13        | 1         | 646     | 57     |

1. ↑  Meci în Supercupa Europei 2009

### Internațional
Începând cu data de 25 iunie 2016

#### Goluri internaționale
Căsuța scor indică scorul după fiecare gol marcat de Srna.
| #   | Dată               | Stadion                                          | Adversar              | Scor | Rezultat | Competiție                         |
| --- | ------------------ | ------------------------------------------------ | --------------------- | ---- | -------- | ---------------------------------- |
| 1.  | 29 martie 2003     | Stadionul Maksimir, Zagreb, Croația              | Belgia                | 1–0  | 4–0      | Calificările pentru UEFA Euro 2004 |
| 2.  | 31 martie 2004     | Stadionul Maksimir, Zagreb, Croația              | Turcia                | 2–1  | 2–2      | Amical                             |
| 3.  | 8 septembrie 2004  | Stadionul Ullevi Stadium, Gothenburg, Suedia     | Suedia                | 1–0  | 1–0      | Calificări CM 2006                 |
| 4.  | 9 octombrie 2004   | Stadionul Maksimir, Zagreb, Croația              | Bulgaria              | 1–0  | 2–2      | Calificări CM 2006                 |
| 5.  | 9 octombrie 2004   | Stadionul Maksimir, Zagreb, Croația              | Bulgaria              | 2–0  | 2–2      | Calificări CM 2006                 |
| 6.  | 9 February 2005    | Stadionul Teddy, Ierusalim, Israel               | Israel                | 2–1  | 3–3      | Amical                             |
| 7.  | 3 septembrie 2005  | Laugardalsvöllur, Reykjavík, Iceland             | Islanda               | 3–1  | 3–1      | Calificări CM 2006                 |
| 8.  | 8 octombrie 2005   | Stadionul Maksimir, Zagreb, Croația              | Suedia                | 1–0  | 1–0      | Calificări CM 2006                 |
| 9.  | 1 martie 2006      | St. Jakob-Park, Basel, Elveția                   | Argentina             | 2–2  | 3–2      | Amical                             |
| 10. | 22 iunie 2006      | Stadionul Gottlieb-Daimler-, Stuttgart, Germania | Australia             | 1–0  | 2–2      | Campionatul Mondial din 2006       |
| 11. | 15 noiembrie 2006  | Ramat Gan Stadium, Ramat Gan, Israel             | Israel                | 1–1  | 4–3      | Calificări UEFA Euro 2008          |
| 12. | 24 martie 2007     | Stadionul Maksimir Stadium, Zagreb, Croația      | Macedonia de Nord     | 1–1  | 2–1      | Calificări UEFA Euro 2008          |
| 13. | 22 august 2007     | Koševo, Sarajevo, Bosnia și Herzegovina          | Bosnia și Herțegovina | 2–0  | 5–3      | Amical                             |
| 14. | 22 august 2007     | Koševo, Sarajevo, Bosnia și Herzegovina          | Bosnia și Herțegovina | 4–2  | 5–3      | Amical                             |
| 15. | 12 septembrie 2007 | Estadi Comunal, Andorra la Vella, Andorra        | Andorra               | 1–0  | 6–0      | Calificări UEFA Euro 2008          |
| 16. | 12 iunie 2008      | Hypo-Arena, Klagenfurt, Austria                  | Germania              | 1–0  | 2–1      | UEFA Euro 2008                     |
| 17. | 20 august 2008     | Ljudski vrt, Maribor, Slovenia                   | Slovenia              | 2–2  | 3–2      | Amical                             |
| 18. | 14 noiembrie 2009  | Stadion HNK Cibalia, Vinkovci, Croația           | Liechtenstein         | 2–0  | 5–0      | Amical                             |
| 19. | 3 septembrie 2010  | Stadionul Skonto, Riga, Letonia                  | Letonia               | 3–0  | 3–0      | Calificări UEFA Euro 2012          |
| 20. | 6 februarie 2013   | Craven Cottage, Londra, Anglia                   | Coreea de Sud         | 2–0  | 4–0      | Amical                             |
| 21. | 19 noiembrie 2013  | Stadionul Maksimir, Zagreb, Croația              | Islanda               | 2–0  | 2–0      | Play-off CM 2014                   |
| 22. | 4 iunie 2016       | Stadionul Rujevica, Rijeka, Croația              | San Marino            | 3–0  | 10–0     | Amical                             |

## Palmares
Hajduk Split
- Prva HNL (1): 2000-2001

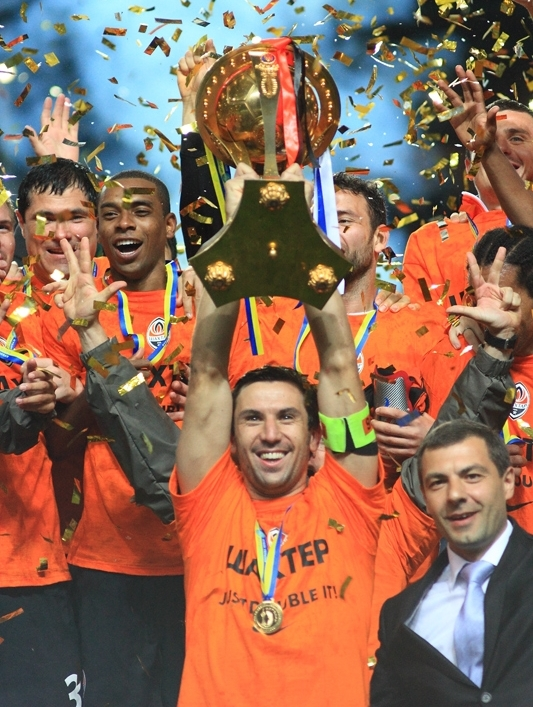
Srna ridicând deasupra capului Cupa Ucrainei în 2011

- Cupa Croației (2): 1999-2000, 2002-2003
- Premier Liga (10): 2004-2005, 2005-2006, 2007-2008, 2009-2010, 2010-2011, 2011-2012, 2012-2013, 2013-2014, 2016-2017, 2017-2018

Șahtior Donețk
- Prima Ligă Ucraineană (10): 2004–2005, 2005–2006, 2007–2008, 2009–2010, 2010–2011, 2011–2012, 2012–2013, 2013–2014, 2016–2017, 2017-2018
- Cupa Ucrainei (7): 2007-2008, 2010–2011, 2011–2012, 2012–2013, 2015–2016, 2016–2017, 2017–2018
- Super Cupa Ucrainei (8): 2005, 2008, 2010, 2012, 2013, 2014, 2015, 2017
- Cupei UEFA (1): 2008-2009

### Individual
- Premiul Inima Hajdukului : 2003[92]
- Cel mai bun jucător ucrainean din Premier Liga : 2008-09, 2009-10[93]
- Cupei UEFA Omul finaei: 2009[94]
- UEFA Champions League Echipa sezonului 2010-11[95]
- UEFA Europa League Echipa sezonului: 2015-2016[96]
- Premier Liga Ucraina  Cele mai multe pase: 2012-13 [62]
- Turneul Unit Cele mai multe pase: 2014 [63]
- Turneul Unit Golgheter: 2014 [64]
- Vatrena krila: 2011[97]

### Decorații
- Ordinul pentru Curaj al Ucrainei - 2009[98]